# Дзержинец (подпольная комсомольская группа)
Дзержинец — подпольная комсомольская группа, действовавшая в годы Великой Отечественной войны в городе Кривой Рог.

## История
Образована на территории рудоуправления имени Ф. Э. Дзержинского в августе 1941 года в основном из учеников 9—10 классов средних школ № 26 и № 11 во главе с Иваном Демиденко.
В августе 1941 года членами группы велось наблюдение за передвижением немецких войск.
19 ноября 1942 года члены группы дали клятву на верность.
Подпольщики имели радиоприёмник, распространяли листовки, сообщения Совинформбюро, первыми сообщили о поражении немецких войск под Москвой, лечили раненых бойцов РККА в лесном госпитале, спасли жителей города от угона в Германию, пряча их в штольнях, оказывали помощь детям красноармейцев, наказывали предателей, собирали оружие для восстания. Подпольщики создали подпольную комсомольскую организацию.
В Кривом Роге на шахте «Коммунар» члены группы слили масло из трансформаторов, из-за чего взорвался шахтный подъёмник, в шурфах спрятали 23 электромотора.
С весны 1943 года группа начала диверсии на железной дороге, руднике имени Кирова. Во второй половине октября 1943 года группа И. М. Демиденко установила связь с группой И. М. Бедянка из посёлка Рахмановка и партизанским отрядом Георгия Седнева из Широковского района, с которыми осуществили ряд боевых операций. Имели связь с подпольными группами из Соцгорода, Долгинцево, Нового Життя.
Действовала по ноябрь 1943 года. Большинство членов группы казнено оккупантами, руководитель группы Иван Демиденко убит 8 ноября 1943 года защищая конспиративную квартиру.
Одной из причин провала стала плохая конспирация. Некоторые члены группы собирали людей возле магазина и читали сводки Совинформбюро, что привело к началу слежки. В документах из фонда Криворожского историко-краеведческого музея говорится, что группа работала без необходимой предосторожности. Валентина Бузько утверждала, что «погибла группа из-за беспечности и несоблюдения мер конспирации».
Группа в количестве 15 человек утверждена 31 августа 1962 года.
Члены группы:
- Демиденко, Иван Митрофанович (1.09.1921 — 8.11.1943);
- Демиденко, Пётр Митрофанович (24.06.1924 — 1991);
- Гемс Виктор Яковлевич (1924 — 26.11.1943) — заместитель командира[4];
- Кожакин Георгий Иванович (27.06.1925 — 23.08.1942)[5];
- Кожакин Николай Иванович (25.09.1923 — 03.1944)[6];
- Татаринцев Павел Григорьевич (1925 — октябрь 1943)[7];
- Бузько Валентина;
- Бузько Надежда;
- Санжаровский Пётр;
- Полтораков И. М.;
- Кисель Владимир И.;
- Студентов Леонид Васильевич (род. 14.09.1923);
- Прокопенко Галина Антоновна (1922—1966) — мать киноактёра Родиона Нахапетова[8];
- Меренко Сергей.

## Память
- Музей истории подпольной группы в Кривом Роге[9].